# 六朝事迹编类
六朝事迹编类，史地杂记。南宋张敦颐撰。绍兴三十年（1160年）撰成，14卷。

## 编者
张敦颐，字养正，婺源（今属江西）人。绍兴八年（1138年）进士。历知舒、衡二州。

## 内容
此书是张敦颐在建康（今南京）的江东路安抚使兼知建康韩仲通幕中任干办公事时，为补“图经、实录”之脱漏而作，书成由建康府学刊刻。全书分总叙、形势、城阙、楼台、江河、山冈、宅舍、谶记、灵异、神仙、寺院、庙宇、坟陵、碑刻14门。作者以六朝以来80余种典籍与所存碑记相参订，材料详备。故其内容虽然超出六朝，上溯吴越，下及唐宋，致有"失于断限"之讥，也不能掩盖其较高的存史价值。

## 后世评价
《四库全书總目提要》认为作者宣扬北伐必败，过于卑懦，是主和派的论调，但也承认其说法至少比虚夸形胜者要切实。

## 版本
- 2卷本，丛书本有明《古今逸史》、清《四库全书》、《丛书集成初编》。

- 单行本有清初冯知十家抄本、清不不通阁抄本、清嘉庆沈兆沄校刊本、清道光辛丑张氏宝德重刊本（1841年）、清抄本（中国国家图书馆藏）。

- 14卷本，清光绪十三年宝章阁仿绍兴建康府学刊本、清末刊本。

- 14卷附识1卷本，清道光庚子金陵张氏校刊宋本（1840年）。

- 1卷本，名《六朝事迹》，皆丛书本，有《说郛》、《锦囊小史》及明末《五朝小说》和民国扫叶山房《五朝小说大观》中的《宋人百家小说琐记家》。

- 解放后校点本，1989年11月南京出版社王进珊校点本、1995年上海古籍出版社张忱石点校本。[1]